# Aldo Corasaniti
Aldo Corasaniti (San Sostene, 9 novembre 1922 – Roma, 7 luglio 2011) è stato un giurista italiano.

## Biografia
Laureato in filosofia con lode nel 1945 presso l'Università di Pisa e poi nel 1949 in giurisprudenza nell'Università di Roma, sempre con lode, è entrato in magistratura nel 1950.
Entrato in magistratura presta servizio prima alla Pretura di Genova e poi al Tribunale di Roma, e quindi alla Corte di cassazione.Come consigliere delle Sezioni Unite è estensore di alcune "storiche" sentenze in materia di diritto alla salute e di interesse diffuso; presidente della Corte d'appello di Cagliari e infine in Corte di cassazione alla Procura generale.
Nominato giudice costituzionale dalla Corte di cassazione il 26 ottobre 1983, giura il 14 novembre 1983.

È eletto presidente il 12 luglio 1991. Ha esercitato le funzioni dal 15 luglio 1991. Cessa dalla carica di presidente il 14 novembre 1992.
Durante la sua presidenza la Corte Costituzionale  affermò il principio di  leale cooperazione tra i poteri dello Stato.
Nel 1994 è eletto come indipendente nelle liste dell'alleanza dei Progressisti al Senato della Repubblica nel collegio di Catanzaro ed è tra i fondatori del gruppo "Sinistra democratica" al Senato; nel corso dello stesso anno viene eletto presidente della 1ª commissione Affari Costituzionali. Termina il proprio mandato parlamentare nel maggio 1996.
Il 26 luglio 2001 presenta, insieme con un gruppo di studio composto dal professore Antonio Baldassarre e da Achille Chiappetti la bozza di Statuto della regione Lazio.